# Sororarchibracon neger
Sororarchibracon neger är en stekelart som först beskrevs av Gyöö Viktor Szépligeti 1901.  Sororarchibracon neger ingår i släktet Sororarchibracon och familjen bracksteklar. Utöver nominatformen finns också underarten S. n. camerunicus.